# عویدات (روستا)
 عویدات  (در عربی:  عَویدات )
نام روستایی است در دهستان العَوْد از توابع استان مَحویت در کشور یمن در شبه جزیره عربستان.

## جمعیت
جمعیت آن (۱۰۷ ) نفر (۹ خانوار) می‌باشد.